# 기타카쓰라기군

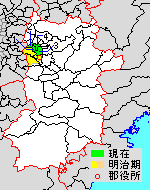
나라현 기타카쓰라기군의 범위(1.간마키정 2.오지정 3.고료정 4.가와이정)

기타카쓰라기군(일본어: 北葛城郡)은 일본 나라현에 있는 군이다.
인구 94,221명, 면적 37.68km², 인구밀도 2,501명/km².(2025년 3월 1일, 추계인구)
이하 4정으로 구성된다.
- 오지정(王寺町)
- 가와이정(河合町)
- 간마키정(上牧町)
- 고료정(広陵町)

## 군역
1897년 행정 구역으로 발족 당시의 군역은 위의 4정 외에 아래 구역에 해당한다.
- 가시바시 전역
- 야마토타카다시의 대부분
- 가쓰라기시의 대부분

## 역사

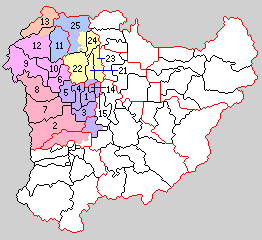
1.다카다정 2.신조촌 3.우키아나촌 4.이와소노촌 5.오카니시촌 6.고이도촌 7.이와키촌 8.다이마촌 9.니조촌 10.시모다촌 11.간마키촌 12.시즈미촌 13.오지촌 14.돈고촌 15.마쓰즈카촌 21.세나미촌 22.우마미촌 23.구다라촌 24.하시오촌 25.가와이촌 (보라: 야마토타카다시 분홍: 가시바시 빨강: 가쓰라기시 주황: 오지정 노랑: 고료정 파랑: 병합 없음)

- 1897년 4월 1일 - 군제 시행에 따라  가쓰게군·히로세군의 구역으로 기타카쓰라기군'이 발족.(1정 19촌)
  - 구 가쓰게군(1정 14촌) - 다카다정(高田町)(현 야마토타카다시), 신조촌(新庄村)(현 가쓰라기시), 우키아나촌(浮孔村), 이와소노촌(磐園村), 오카니시촌(陵西村)(현 야마토타카다시), 고이도촌(五位堂村)(현 가시바시), 이와키촌(磐城村), 다이마촌(當麻村)(현 가쓰라기시), 니조촌(二上村), 시모다촌(下田村)(현 가시바시, 간마키촌(上牧村)(현 간마키정), 시즈미촌(志都美村)(현 가시바시), 오지촌(王寺村)(현 오지정), 돈고촌(土庫村), 마쓰즈카촌(松塚村)(현 야마토타카다시)
  - 구 히로세군(5촌) - 세나미촌(瀬南村)(현 야마토타카다시, 고료정), 우마미촌(馬見村), 구다라촌(百済村), 하시오촌(箸尾村)(현 고료정), 가와이촌(河合村)(현 가와이정)
- 1901년 4월 1일 - 우키아나촌의 일부가 다카다정에 편입.
- 1923년 8월 31일 - 신조촌이 정제 시행으로 신조정(新庄町)이 됨.(2정 18촌)
- 1926년 2월 11일 - 오지촌이 정제 시행으로 오지정(王寺町)이 됨.(3정 17촌)
- 1927년
  - 4월 29일 - 하시오촌이 정제 시행으로 하시오정(箸尾町)이 됨.(4정 16촌)
  - 8월 22일 - 돈고촌·마쓰즈카촌이 다카다정에 편입.(4정 14촌)
- 1941년 1월 1일 - 우키아나촌·이와소노촌이 다카다정에 편입.(4정 12촌)
- 1948년 1월 1일 - 다카다정이 시제 시행과 개칭으로 야마토타카다시(大和高田市)가 되어, 군에서 이탈.(3정 12촌)
- 1953년 5월 1일 - 우마미촌이 정제 시행으로 우마미정(馬見町)이 됨.(4정 11촌)
- 1955년 4월 15일 - 세나미촌·우마미정·구다라촌이 합병하여, 고료정(広陵町)이 발족.(4정 9촌)
- 1956년)
  - 4월 1일(5정 4촌)
    - 고이도촌·시모다촌·니조촌·시즈미촌이 합병하여, 가시바정(香芝町)이 발족.
    - 이와키촌·다이마촌이 합병하여, 새로이 다이마촌이 발족.

  - 5월 3일 - 신조정이 미나미카쓰라기군 오시미촌을 편입.
  - 7월 10일 - 신조정의 일부가 미나미카쓰라기군 고세정에 편입.
  - 9월 1일 - 하시오정이 고료정에 편입.(4정 4촌)
  - 9월 30일 - 오카니시촌이 야마토타카다시에 편입.(4정 3촌)
- 1957년
  - 1월 1일 - 가시바정의 일부가 오지정에 편입.
  - 7월 1일 - 고료정의 일부가 야마토타카다시에 편입.
  - 10월 1일 - 신조정의 일부가 미나미카쓰라기군 고세정에 편입.
- 1966년 4월 1일 - 다이마촌이 정제 시행으로 다이마정(當麻町)이 됨.(5정 2촌)
- 1971년 12월 1일 - 가와이촌이 정제 시행으로 가와이정(河合町)이 됨.(6정 1촌)
- 1972년 12월 1일 - 간마키촌이 정제 시행으로 간마키정(上牧町)이 됨.(7정)
- 1991년 10월 1일 - 가시바정이 시제 시행으로 가시바시(香芝市)가 되어, 군에서 이탈.(6정)
- 2004년 10월 1일 - 신조정·다이마정이 합병하여, 가쓰라기시(葛城市)가 발족, 군에서 이탈.(4정)

## 같이 보기
- 미나미카쓰라기군